# Hine-i-turama Ngatiki
Hine-i-turama Ngatiki, née à Rotorua en 1818 et morte le 2 avril 1864, est une femme maorie de la culture Mana en Nouvelle-Zélande.

## Biographie
Elle s'identifiait à l'iwi Ngāti Whakaue au sein de la tribu Te Arawa. Née en Nouvelle-Zélande en 1818, elle est la fille de Te Koeke et de son mari Kahana-tokowai, de l'île Mokoia.
En 1836, Hine-i-turama Ngatiki échappe à une tentative d'esclavage. Quelques mois plus tard, une prisonnière lui est présentée pour qu'elle la tue en guise de vengeance, mais elle refuse.
En 1841, elle épouse le marin et baleinier danois Phillip Tapsell qui s'est installé en Nouvelle-Zélande. Leur cérémonie de mariage à Whakatane est célébrée par Jean-Baptiste Pompallier, le premier évêque catholique de Nouvelle-Zélande.
Alors qu'elle visite le Waikato en 1864, des combats éclatent lors de l'invasion du Waikato. Elle et sa fille Ewa aident à défendre le Pa d'Orakau, mais elles sont tuées lors de la prise d'assaut par les Britanniques. 
Elles sont enterrées sur le champ de bataille.